# Luise av Sachsen-Gotha-Altenburg (1756–1808)
Luise av Sachsen-Gotha-Altenburg, född 9 mars  1756 i Stadtroda, död 1 januari 1808 i Ludwigslust, var en hertiginna av Mecklenburg-Schwerin genom äktenskap med hertig Fredrik Frans I av Mecklenburg-Schwerin. Hon var dotter till Johan August av Sachsen-Gotha-Altenburg och Louise Reuss av Schleiz. 
Luise övervägdes 1771 som en av tänkbara äktenskapskandidater för Rysslands tronföljare. Hon var Katarina den storas första val på grund av att hon var dennas släkting, men sedan Luise hade beskrivits som absout ovillig att ändra religion, övergavs planerna. Luise beskrevs som kraftigt överviktig, ska ha sett mycket äldre ut än vad hon var och blivit bristfälligt bildad, något som också bidragit till de ändrade planerna. Hon gifte sig 1 juni 1775 i Gotha med hertig Fredrik Frans I av Mecklenburg-Schwerin. Relationen mellan Luise och Fredrik beskrivs som lycklig. Ludwigslusts slott uppfördes för henne. 

## Barn
- Fredrik Ludvig av Mecklenburg-Schwerin (1778-1819). Gift med storfurstinnan Helena Pavlovna av Ryssland, dotter till Paul I av Ryssland och Sophie Marie Dorothea av Württemberg. De var föräldrar till bland andra Paul Fredrik av Mecklenburg-Schwerin.
- Louise Charlotte (1779-1801). Gift med Emil Leopold August av Sachsen-Gotha-Altenburg. De var föräldrar till Louise av Sachsen-Gotha-Altenburg som i sin tur var mor till bland andra Albert av Sachsen-Coburg-Gotha som gifte sig med Viktoria I av Storbritannien.
- Gustav Wilhelm (1781-1851).
- Karl August Christian (1782-1833).
- Charlotte (1784-1840). Gift med Kristian VIII av Danmark. De var föräldrar till Fredrik VII av Danmark.
- Adolf Fredrik (1785-1821).